# 감강 (장시성)
감강(중국어: 赣江, 병음: Gàn Jiāng 감강[*], 표준어: 간장강)은 중국 남부의 강이다. 장시성에서 발원하여 북쪽으로 885km를 흘러 포양호와 연결되고 장강으로 들어간다. 강 주변의 주요 도시로 난창이 있다.